# Amédée Fournier
Amédée Fournier (* 3. Februar 1912 in Armentières; † 30. März 1992 in Lecci) war ein französischer Radsportler.
Amédée Fournier startete 1932 bei den Olympischen Spielen in Los Angeles. In der Mannschaftsverfolgung auf der Bahn errang er gemeinsam mit Paul Chocque, Henri Mouillefarine und René Le Grevès die Silbermedaille. Im Straßenrennen belegte er in der Einzelwertung Platz 13 und in der Mannschaftswertung Platz fünf.
1934 trat Fournier zu den Profis über und blieb bis 1950 als solcher aktiv. 1934 gewann er den Circuit de l’Indre. Zweimal – 1936 und 1939 – startete er bei der Tour de France. Während er bei seinem ersten Start nach der siebten Etappe aufgab, gewann er bei seiner zweiten Teilnahme zwei Etappen, trug einen Tag lang das Gelbe Trikot und belegte Rang 47 in der Gesamtwertung. Beim Grand Prix des Nations wurde er 1934 Zweiter und 1938 Dritter. Während des Zweiten Weltkrieges bestritt Fournier auch mehrere Sechstagerennen. 1950 wurde er Dritter der französischen Meisterschaft im Steherrennen.